# Бьёрнфут, Тобиас
Тобиас Бьёрнфут (швед. Tobias Björnfot; род. 6 апреля 2001, Уппландс Весбю) — шведский профессиональный хоккеист, защитник клуба Национальной хоккейной лиги «Флорида Пантерз». Бронзовый призёр молодёжного чемпионата мира 2020 года.

## Клубная карьера
В сезоне 2018/19 годов, 20 октября 2018 года, Бьёрнфут дебютировал в чемпионате Швеции на профессиональном уровне в составе «Юргордена».
21 июня 2019 года Бьёрнфут стал вторым игроком, выбранным «Лос-Анджелес Кингз» на драфте НХЛ 2019 года под общим 22-м номером в первом раунде. 14 июля 2019 года «Кингз» подписали со шведским защитником трёхлетний контракт. 5 октября 2019 года он дебютировал в НХЛ в матче против Эдмонтона.
8 августа 2020 года, по истечении второго года его контракта с «Лос-Анджелесом», Тобиас был отдан в аренду в свой родной шведский клуб «Юргорден», чтобы продолжить свою игровую практику до начала отложенного североамериканского сезона 2020/21 годов из-за пандемии COVID-19.
3 января 2024 года, сыграв всего одну игру за «Кингз» в сезоне 2023/24 годов, Бьёрнфут был дисквалифицирован, но днем позже заявлен за «Вегас Голден Найтс». 6 января 2024 года он дебютировал за «Вегас» в матче против «Нью-Йорк Айлендерс». 8 марта 2024 года «Флорида Пантерз» забрала шведа в свою команду.

## Достижения

### Командные
| Год  | Команда         | Достижение              | Достижение |
| ---- | --------------- | ----------------------- | ---------- |
| 2024 | Флорида Пантерз | Обладатель Кубка Стэнли |            |

## Карьера в сборной
В 2018 и 2019 годах Бьёрнфут выступал в составе юниорской сборной Швеции на чемпионатах мира, где завоевал сначала бронзовую медаль, а затем стал чемпионом мира в своей возрастной категории.
В 2020 году Тобиас принимал участие в молодёжном чемпионате мира, который проходил в Чехии и стал обладателем бронзовой медали в составе своей сборной. В 2021 году швед вновь принимал участие на молодёжном чемпионате мира, команда заняла итоговое 5-е место.